# Zubír Baja
Zoubeir Baya (vagy Beya; arabul: زبير بية; M'saken, 1971. május 15. –) tunéziai labdarúgó-középpályás.